# 塩津神社古墳
塩津神社古墳（しおつじんじゃこふん/しおづじんじゃこふん）は、島根県安来市久白町（くじらちょう）にある古墳。安来市指定史跡に指定されている。

## 概要
島根県東部、安来平野西縁の丘陵山麓に築造された古墳である。後背の丘陵上には塩津山墳墓群（塩津山古墳群）が分布する。現在では塩津神社に隣接し、古墳前を市道が通る。墳丘は失われて石室が露出しているほか、発掘調査は実施されていない。
墳形は明らかでない。周辺では埴輪片が採集されている。埋葬施設は石棺式石室で、南方向に開口する。玄室・羨道から構成されたとみられるが、現在は玄室のみが遺存する。玄室が一枚石の組み合わせで家形石棺状に構築された石室であり、同様の石室は出雲地方東部に分布する。古くから開口するため、石室内の副葬品は詳らかでない。築造時期は古墳時代後期の6世紀代と推定される。
古墳域は1967年（昭和42年）に安来市指定史跡に指定されている。なお、周辺では同様の石棺式石室として若塚古墳が知られる。

## 埋葬施設

石室俯瞰図

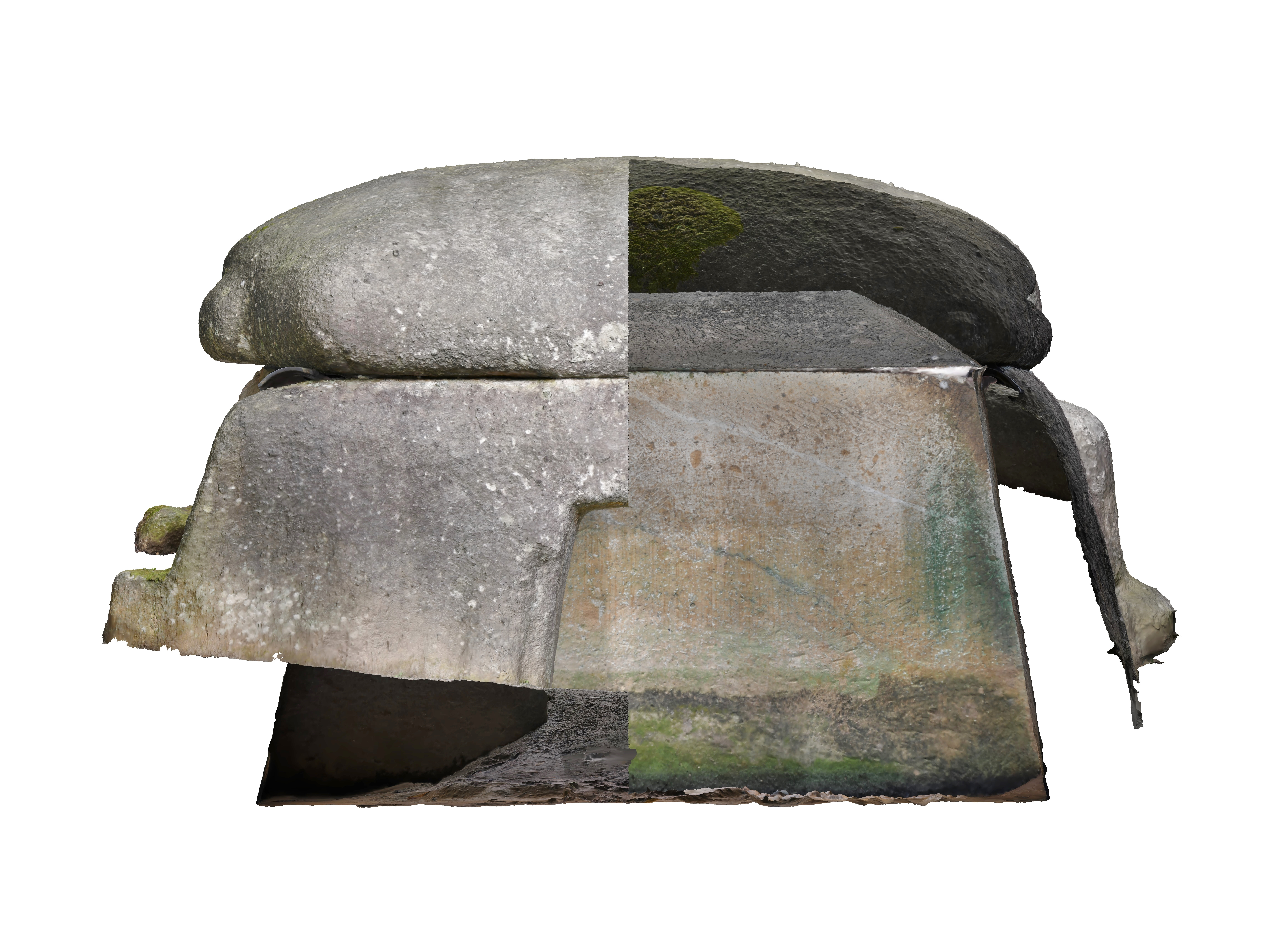
石室立断面図

埋葬施設としては石棺式石室が構築されており、南方向に開口する。玄室・羨道から構成されたとみられるが、現在では玄室のみが遺存する。玄室の規模は、長さ2メートル・幅3.15メートル・高さ2.2メートルを測る。
石室の石材は、浮石凝灰岩（荒島石）。玄室の奥壁・側壁はいずれも一枚石で、奥壁・前壁で両側壁を挟んで組み合わせており、奥壁と前壁には組み合い部に刳り込みが認められる。天井石も一石で、内面は平入り四注式の家形屋根状に加工されている。石室内面にはノミ痕が残る。玄門は幅0.65メートルで、外側には閉塞石をはめ込むための刳り込みが認められる。石室外側では、天井石と奥壁石・前壁石の小口部に縄掛突起を造り出しており、天井石の上面も風化前は家形を呈した可能性がある。

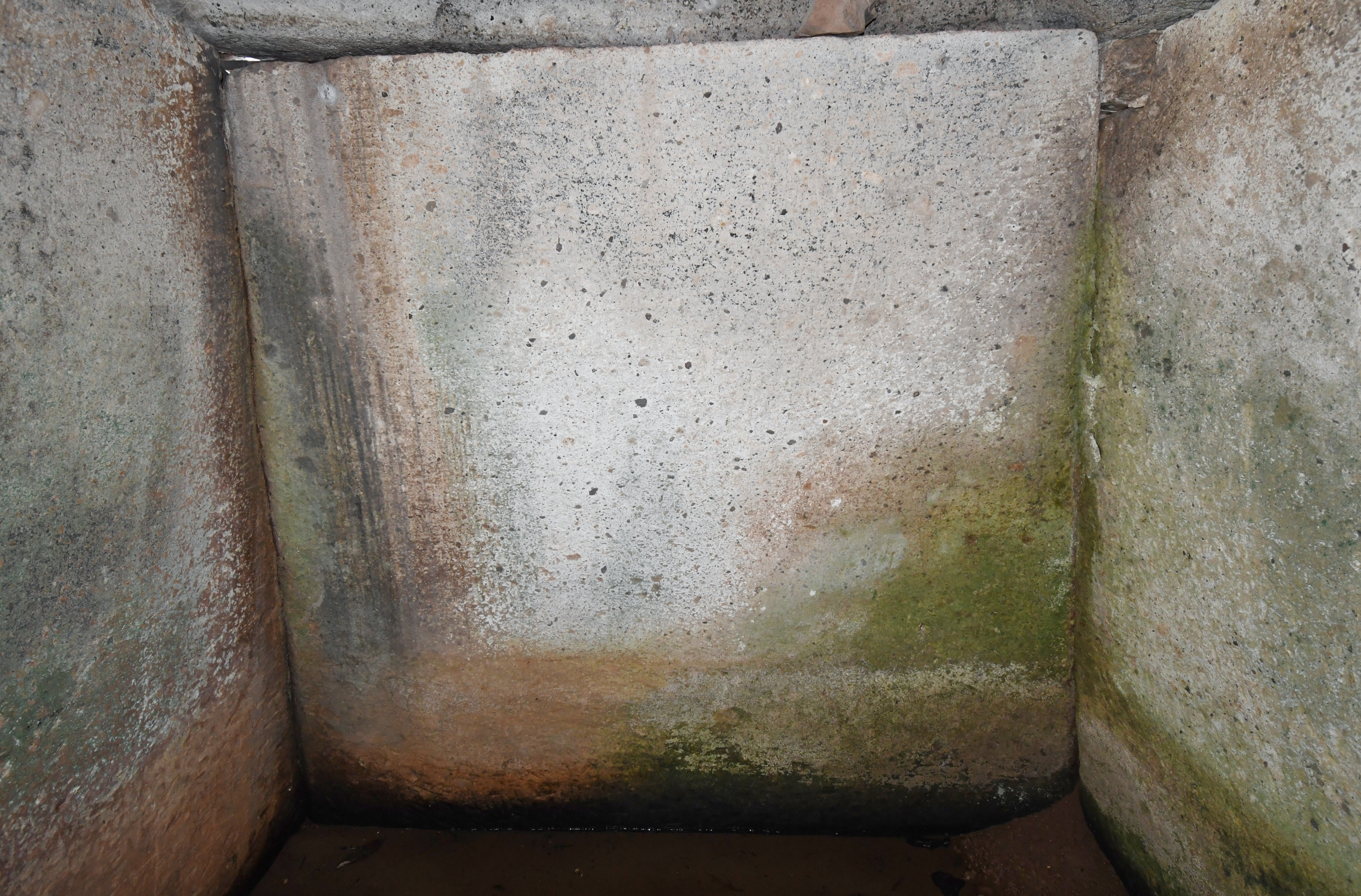
玄室右側壁（西壁）
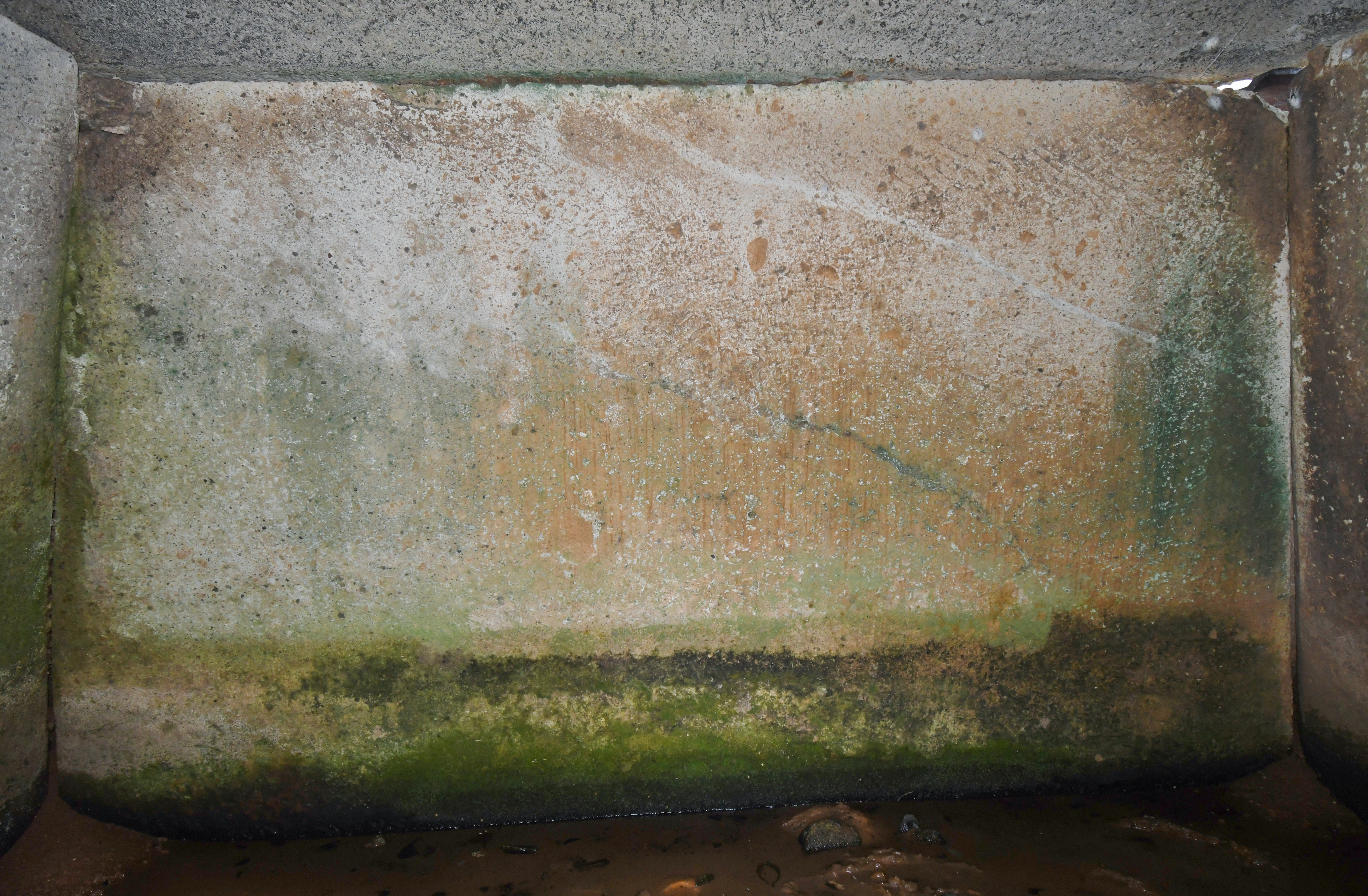
玄室奥壁
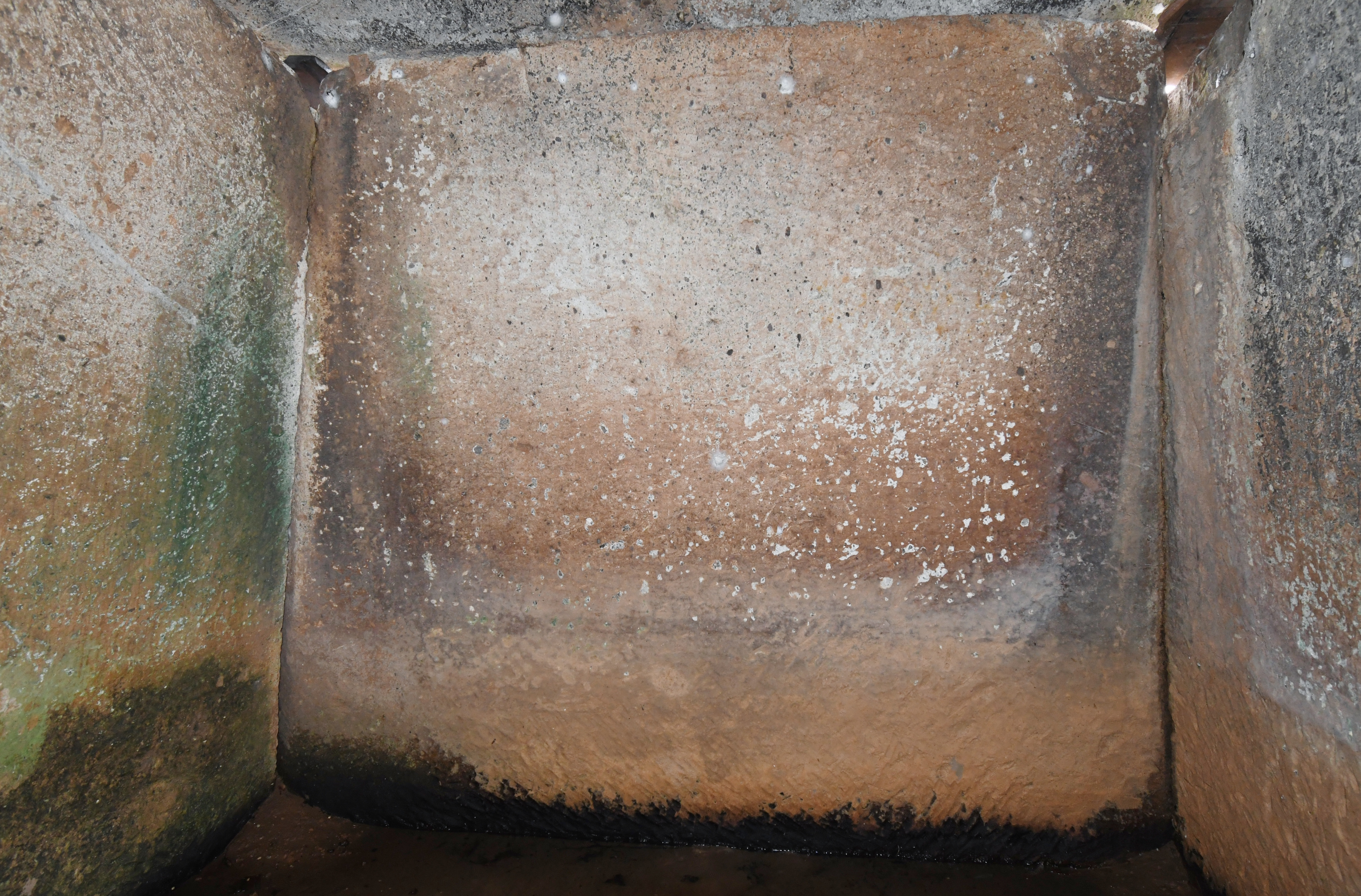
玄室左側壁（東壁）
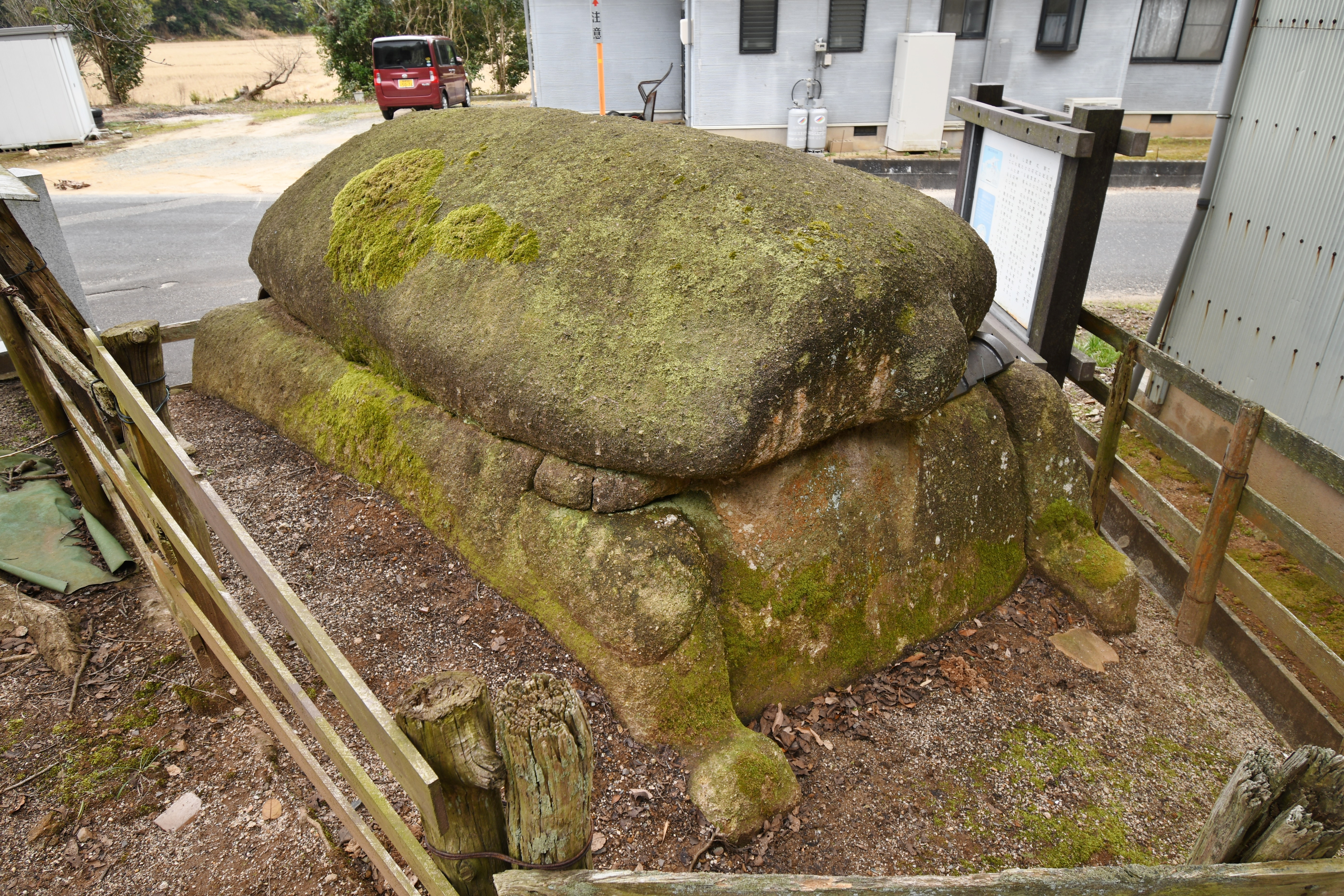
玄室背面
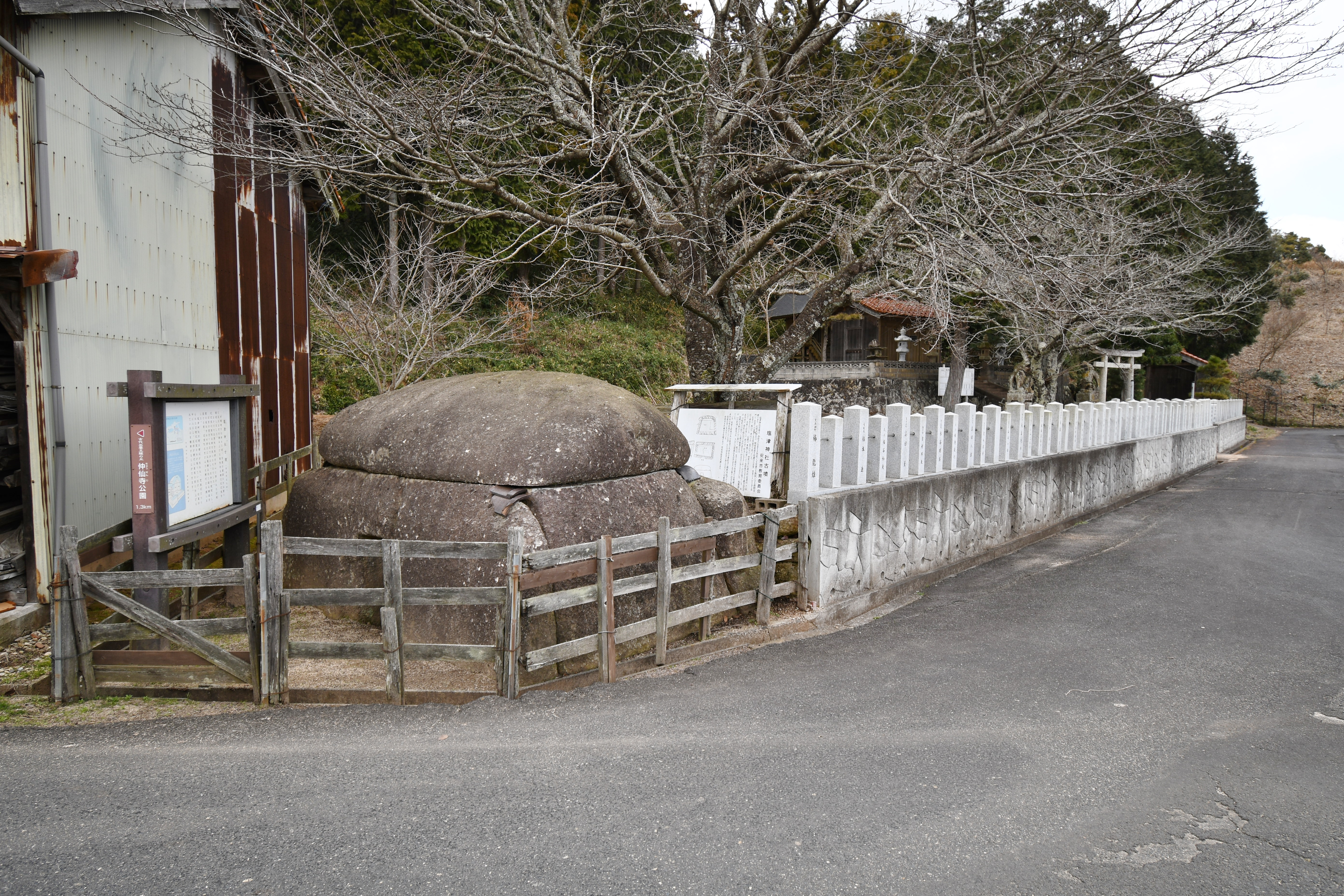
塩津神社古墳石室と塩津神社（右奥）
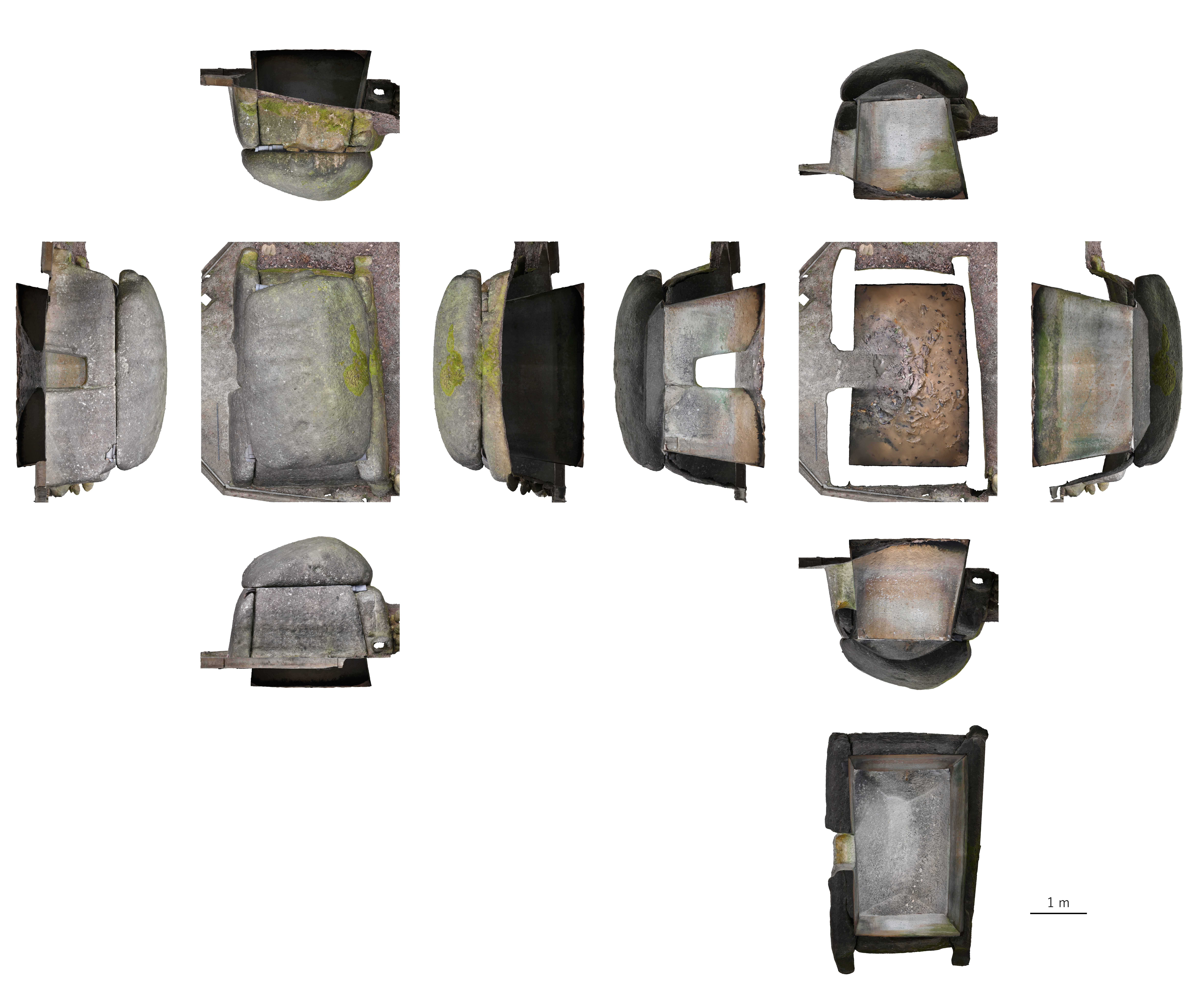
石室展開図

## 文化財

### 安来市指定文化財
- 史跡
  - 塩津神社古墳石棺 - 1967年（昭和42年）1月1日指定。

## 関連施設
- 安来市立歴史資料館（安来市広瀬町町帳）

## 関連文献
（記事執筆に使用していない関連文献）
- 『石棺式石室の研究 -出雲地方を中心とする切石造り横穴式石室の検討-』出雲考古学研究会〈古代の出雲を考える6〉、1987年。